# Doris Schroeder
Doris Schroeder, née le 7 février 1893 à Far Rockaway et morte le 4 janvier 1981  à Sacramento, est une scénariste américaine.

## Filmographie partielle
- 1921 : Cheated Love de King Baggot
- 1922 : The Dangerous Little Demon de Clarence G. Badger
- 1922 : The Altar Stairs de Lambert Hillyer
- 1923 : Jusqu'au dernier homme (To the Last Man) de Victor Fleming
- 1923 : L'Appel de la vallée (The Call of the Canyon) de Victor Fleming
- 1923 : West of the Water Tower de Rollin S. Sturgeon
- 1927 : The Silent Avenger de James Patrick Hogan
- 1935 : Hop-a-long Cassidy de Howard Bretherton
- 1936 : Le Cavalier mystère (Three on the Trail) de Howard Bretherton
- 1940 : Texas Terrors de George Sherman
- 1941 : La Vengeance de Cliff Dixon (A Missouri Outlaw) de George Sherman
- 1941 : Kansas Cyclone de George Sherman
- 1941 : Two Gun Sheriff de George Sherman
- 1941 : Le Cavalier fantôme (The Phantom Cowboy) de George Sherman
- 1942 : Les Chevaliers du guet (Arizona Terrors) de George Sherman
- 1942 : Jesse James, Jr. de George Sherman
- 1942 : Stagecoach Express de George Sherman